# Kleine Inselentwicklungsländer
Kleine Inselentwicklungsländer (auch auf kleinen Inseln gelegene Entwicklungsländer; kurz SIDS, von englisch Small Island Development States) sind nach einer Definition der Vereinten Nationen eine Gruppe von aktuell 39 kleinen Inselstaaten und flachen Küstenanrainerstaaten in Afrika, der Karibik und Ozeanien, die eine vergleichbare sozialökonomische Situation teilen und denselben Gefahren ausgesetzt sind. Einige dieser Staaten formten sich 1990 zur Alliance of Small Island States (AOSIS).

## Erläuterungen
Diese Staaten sind ökologisch sehr empfindlich und werden beispielsweise durch Umweltkatastrophen in ihrer Entwicklung immer wieder zurückgeworfen. Darüber hinaus sind Inselstaaten besonders von der globalen Erwärmung betroffen. Experten zufolge wird die Temperatur in den nächsten 100 Jahren um durchschnittlich 3 °C ansteigen, was ein Ansteigen des Meeresspiegels um 65 cm bedeuten würde. Bei einem solchen Pegel würden große und wichtige Teile des Staatsgebietes von Ländern wie den Malediven, Kiribati, Tuvalu, Mikronesien und Tonga überflutet. Eine weitere Folge der Klimaveränderungen wäre ein Anwachsen der Intensität von Stürmen wie Monsunen oder tropischen Wirbelstürmen, was im schlimmsten Fall ganze Ernten und Existenzen auslöschen würde.
Dabei fällt es diesen Ministaaten schon von vornherein schwer, mit ihrer bescheidenen Fläche und Einwohnerzahl eine wirtschaftliche Industrie aufzubauen, was die meisten wiederum zu Entwicklungsländern macht. Nur wenige Länder, wie zum Beispiel Mauritius, schaffen es über wirtschaftliche Spezialisierung eine annähernd intakte Wirtschaft zu schaffen, doch schon in diesem Fall geht es mittlerweile wieder bergab.
Gemeinsam mit den Entwicklungsländern ohne Meereszugang (LLDC) und den am wenigsten entwickelten Ländern (LDC) werden die SIDSs seit 2001 von einem hohen Beauftragten für die am wenigsten entwickelten Länder, Binnenentwicklungsländer und kleinen Inselentwicklungsländer (OHRLLS) repräsentiert. Aufgrund einer Resolution der UN-Vollversammlung wurde dieses Büro am Sitz der Weltorganisation in New York eingerichtet, um bei den verschiedenen Aktionsprogrammen für diese Ländergruppen koordinierend zu helfen.

## Aktuelle SIDSs
| Karibik                        | Pazifik                            | Afrika, Indischer Ozean, Mittelmeer und Südchinesisches Meer (AIMS) |
| ------------------------------ | ---------------------------------- | ------------------------------------------------------------------- |
| Antigua und Barbuda            | Cookinseln                         | Guinea-Bissau *                                                     |
| Bahamas                        | Fidschi                            | Kap Verde                                                           |
| Barbados                       | Föderierte Staaten von Mikronesien | Komoren *                                                           |
| Belize                         | Kiribati *                         | Malediven                                                           |
| Dominica                       | Marshallinseln                     | Mauritius                                                           |
| Dominikanische Republik        | Nauru                              | São Tomé und Príncipe                                               |
| Grenada                        | Niue                               | Seychellen                                                          |
| Guyana                         | Osttimor *                         | Singapur                                                            |
| Haiti *                        | Palau                              |                                                                     |
| Jamaika                        | Papua-Neuguinea                    |                                                                     |
| Kuba                           | Salomonen *                        |                                                                     |
| St. Kitts und Nevis            | Samoa                              |                                                                     |
| St. Lucia                      | Tonga                              |                                                                     |
| St. Vincent und die Grenadinen | Tuvalu *                           |                                                                     |
| Suriname                       | Vanuatu                            |                                                                     |
| Trinidad und Tobago            |                                    |                                                                     |